# فرودگاه آبی بلا بلا/واگلیسلا
فرودگاه آبی بلا بلا/واگلیسلا (به انگلیسی: Bella Bella/Waglisla Water Aerodrome) یک فرودگاه همگانی است که یک باند فرود آب دارد. این فرودگاه در کشور کانادا قرار دارد و در ارتفاع ۰ متری از سطح دریا واقع شده‌است.